# Знаки почтовой оплаты СССР (1943)
Зна́ки почто́вой опла́ты СССР (1943) — перечень (каталог) знаков почтовой оплаты (почтовых марок), введённых в обращение дирекцией по изданию и экспедированию знаков почтовой оплаты Народного комиссариата связи СССР в 1943 году.
С января по ноябрь 1943 года была выпущена 41 почтовая марка, в том числе 40 памятных (коммеморативных) почтовых марок и одна шестого (1939—1956) стандартного выпуска СССР. Тематика коммеморативных марок охватывала знаменательные даты и события. Начата серия посвящённая 25-летию ВЛКСМ и продолжена эмиссия серии «Великая Отечественная война 1941—1945», начатой в 1942 году.

## Список коммеморативных (памятных) марок
Порядок следования элементов в таблице соответствует номеру по каталогу марок СССР (ЦФА), в скобках приведены номера по каталогу «Михель».
| № по каталогу                       | Изображение | Описание и источники | Номинал    | Дата выпуска          | Тираж      | Художник                            |
| ----------------------------------- | ----------- | --- | ---------- | --------------------- | ---------- | ----------------------------------- |
| (ЦФА [АО «Марка»] № 834) (Mi #838)  |             | Серия «Великая Отечественная война 1941—1945»: - Нападение партизан.                                                      | 0,30 руб.  | 17 января 1943 года   | 5 000 000  | Иван Дубасов                        |
| (ЦФА [АО «Марка»] № 835) (Mi #865)  |             | Серия «Великая Отечественная война 1941—1945»: - Минометчики.                                                             | 0,30 руб.  | 3 мая 1943 года       | 5 000 000  | Иван Дубасов                        |
| (ЦФА [АО «Марка»] № 836) (Mi #867)  |             | Серия «Великая Отечественная война 1941—1945»: - Разведчики.                                                              | 0,30 руб.  | 28 марта 1943 года    | 5 000 000  | Иван Дубасов                        |
| (ЦФА [АО «Марка»] № 837) (Mi #866)  |             | Серия «Великая Отечественная война 1941—1945»: - Санитары.                                                                | 0,30 руб.  | 28 марта 1943 года    | 5 000 000  | Иван Дубасов                        |
| (ЦФА [АО «Марка»] № 838) (Mi #839)  |             | Серия «Великая Отечественная война 1941—1945»: - Снаряды фронту.                                                          | 0,30 руб.  | 17 января 1943 года   | 5 000 000  | Г. Захаров                          |
| (ЦФА [АО «Марка»] № 839) (Mi #844)  |             | Серия «Великая Отечественная война 1941—1945»: - Колхозницы.                                                              | 0,30 руб.  | 27 января 1943 года   | 5 000 000  | Илья Соколов                        |
| (ЦФА [АО «Марка»] № 841) (Mi #845)  |             | Серия «Великая Отечественная война 1941—1945»: - Обмундирование для воинов.                                               | 0,45 руб.  | 20 февраля 1943 года  | 1 000 000  | Г. Захаров                          |
| (ЦФА [АО «Марка»] № 842) (Mi #869)  |             | Серия «Великая Отечественная война 1941—1945»: - Снайпер.                                                                 | 0,60 руб.  | 3 мая 1943 года       | 5 000 000  | Иван Дубасов                        |
| (ЦФА [АО «Марка»] № 844) (Mi #868)  |             | Серия «Великая Отечественная война 1941—1945»: - Подвиг героев-панфиловцев.                                               | 0,60 руб.  | 3 мая 1943 года       | 8 000 000  | Иван Дубасов                        |
| (ЦФА [АО «Марка»] № 846) (Mi #847)  |             | Серия «25-летие Великой Октябрьской революции»: - Снаряды фронту.                                                         | 0,05 руб.  | 29 января 1943 года   | 1 000 000  | Александр Мандрусов                 |
| (ЦФА [АО «Марка»] № 847) (Mi #848)  |             | Серия «25-летие Великой Октябрьской революции»: - Обозы с хлебом.                                                         | 0,10 руб.  | 29 января 1943 года   | 3 000 000  | Пётр Алякринский                    |
| (ЦФА [АО «Марка»] № 848) (Mi #849)  |             | Серия «25-летие Великой Октябрьской революции»: - Красная гвардия.                                                        | 0,15 руб.  | 29 января 1943 года   | 3 000 000  | Пётр Алякринский                    |
| (ЦФА [АО «Марка»] № 849) (Mi #850)  |             | Серия «25-летие Великой Октябрьской революции»: - Штурм Зимнего дворца.                                                   | 0,20 руб.  | 29 января 1943 года   | 3 000 000  | Пётр Алякринский                    |
| (ЦФА [АО «Марка»] № 850) (Mi #851)  |             | Серия «25-летие Великой Октябрьской революции»: - Портреты В. И. Ленина и И. В. Сталина на фоне Московского Кремля.       | 0,30 руб.  | 29 января 1943 года   | 6 000 000  | Александр Мандрусов                 |
| (ЦФА [АО «Марка»] № 851) (Mi #852)  |             | Серия «25-летие Великой Октябрьской революции»: - Танковая колонна.                                                       | 0,60 руб.  | 29 января 1943 года   | 2 000 000  | Пётр Алякринский                    |
| (ЦФА [АО «Марка»] № 852) (Mi #853)  |             | Серия «25-летие Великой Октябрьской революции»: - В. И. Ленин на трибуне.                                                 | 1,00 руб.  | 29 января 1943 года   | 1 000 000  | Александр Мандрусов                 |
| (ЦФА [АО «Марка»] № 853) (Mi #854)  |             | Серия «25-летие Великой Октябрьской революции»: - Орден Отечественной войны.                                              | 2,00 руб.  | 29 января 1943 года   | 1 000 000  | Александр Мандрусов                 |
| (ЦФА [АО «Марка»] № 854) (Mi #856)  |             | Серия «200-летие со дня смерти мореплавателя Витуса Беринга (1681—1741)»: - Корабль В. Беринга «Св. Пётр», синяя.         | 0,30 руб.  | апрель 1943 года      | 10 000 000 | Иван Дубасов                        |
| (ЦФА [АО «Марка»] № 855) (Mi #857)  |             | Серия «200-летие со дня смерти мореплавателя Витуса Беринга (1681—1741)»: - Карта Берингова пролива, серо-зелёная.        | 0,60 руб.  | апрель 1943 года      | 2 000 000  | Иван Дубасов                        |
| (ЦФА [АО «Марка»] № 856) (Mi #858)  |             | Серия «200-летие со дня смерти мореплавателя Витуса Беринга (1681—1741)»: - Корабль В. Беринга «Св. Пётр», жёлто-зелёная. | 1,00 руб.  | апрель 1943 года      | 2 000 000  | Иван Дубасов                        |
| (ЦФА [АО «Марка»] № 857) (Mi #859)  |             | Серия «200-летие со дня смерти мореплавателя Витуса Беринга (1681—1741)»: - Карта Берингова пролива, светло-коричневая.   | 2,00 руб.  | апрель 1943 года      | 2 000 000  | Иван Дубасов                        |
| (ЦФА [АО «Марка»] № 858) (Mi #870)  |             | Серия «75-летие со дня рождения Максима Горького (1868—1943)»: - М. Горький: «Буревестник», зелёная.                      | 0,30 руб.  | 18 июня 1943 года     | 5 000 000  | Иван Дубасов                        |
| (ЦФА [АО «Марка»] № 859) (Mi #871)  |             | Серия «75-летие со дня рождения Максима Горького (1868—1943)»: - М. Горький: «Буревестник», чёрно-синяя на серой бумаге.  | 0,60 руб.  | 18 июня 1943 года     | 3 000 000  | Иван Дубасов                        |
| (ЦФА [АО «Марка»] № 860) (Mi #872)  |             | Серия «Ордена СССР»: - Орден Отечественной войны, сине-стальная.                                                          | 1,00 руб.  | июль 1943 года        | 1 500 000  | Александр Мандрусов                 |
| (ЦФА [АО «Марка»] № 861) (Mi #873)  |             | Серия «Ордена СССР»: - Орден Суворова, серо-оливковая.                                                                    | 10,00 руб. | июль 1943 года        | 500 000    | Александр Мандрусов                 |
| (ЦФА [АО «Марка»] № 862) (Mi #874)  |             | Серия «125-летие со дня рождения Карла Маркса»: - Портрет К. Маркса, чёрно-синяя.                                         | 0,30 руб.  | сентябрь 1943 года    | 3 000 000  | Николай Жуков                       |
| (ЦФА [АО «Марка»] № 863) (Mi #875)  |             | Серия «125-летие со дня рождения Карла Маркса»: - Портрет К. Маркса, серо-зелёная.                                        | 0,60 руб.  | сентябрь 1943 года    | 1 000 000  | Николай Жуков                       |
| (ЦФА [АО «Марка»] № 864) (Mi #876)  |             | Маршальская Звезда. | 3,00 руб.  | 15 сентября 1943 года | 1 000 000  | Ф. Козлов                           |
| (ЦФА [АО «Марка»] № 865) (Mi #877)  |             | Серия «25-летие Красной Армии и Военно-Морского флота»: - Морская пехота, светло-коричневая.                              | 0,20 руб.  | 1 октября 1943 года   | 3 000 000  | Виктор Бибиков, Александр Мандрусов |
| (ЦФА [АО «Марка»] № 866) (Mi #878)  |             | Серия «25-летие Красной Армии и Военно-Морского флота»: - Краснофлотец-зенитчик.                                          | 0,30 руб.  | 1 октября 1943 года   | 5 000 000  | Виктор Бибиков, Александр Мандрусов |
| (ЦФА [АО «Марка»] № 867) (Mi #879)  |             | Серия «25-летие Красной Армии и Военно-Морского флота»: - Танковый десант, жёлто-зелёная.                                 | 0,60 руб.  | 1 октября 1943 года   | 3 000 000  | Виктор Бибиков, Александр Мандрусов |
| (ЦФА [АО «Марка»] № 868) (Mi #880)  |             | Серия «25-летие Красной Армии и Военно-Морского флота»: - Морская пехота, ультрамариновая.                                | 1,00 руб.  | 1 октября 1943 года   | 1 000 000  | Виктор Бибиков, Александр Мандрусов |
| (ЦФА [АО «Марка»] № 869) (Mi #881)  |             | Серия «50-летие со дня рождения В. В. Маяковского (1893—1943)»: - Портрет В. В. Маяковского, красно-оранжевая.            | 0,30 руб.  | 31 октября 1943 года  | 5 000 000  | Иван Дубасов                        |
| (ЦФА [АО «Марка»] № 870) (Mi #882)  |             | Серия «50-летие со дня рождения В. В. Маяковского (1893—1943)»: - Портрет В. В. Маяковского, тёмно-синяя.                 | 0,60 руб.  | 31 октября 1943 года  | 2 000 000  | Иван Дубасов                        |
| (ЦФА [АО «Марка»] № 871) (Mi #883)  |             | Серия «125-летие со дня рождения И. С. Тургенева (1818—1883)»: - Портрет И. С. Тургенева, серо-зелёная.                   | 0,30 руб.  | октябрь 1943 года     | 5 000 000  | Георгий Ечеистов                    |
| (ЦФА [АО «Марка»] № 872) (Mi #884)  |             | Серия «125-летие со дня рождения И. С. Тургенева (1893—1943)»: - Портрет И. С. Тургенева, серо-лиловая.                   | 0,60 руб.  | октябрь 1943 года     | 2 000 000  | Георгий Ечеистов                    |
| (ЦФА [АО «Марка»] № 873) (Mi #885)  |             | Серия «25-летие ВЛКСМ»: - Зенитчик, голубая.                                                                              | 0,15 руб.  | 31 октября 1943 года  | 3 000 000  | Виктор Климашин                     |
| (ЦФА [АО «Марка»] № 873Р) (Mi #885) |             | Серия «25-летие ВЛКСМ»: - Зенитчик, ультрамариновая.                                                                      | 0,15 руб.  | 31 октября 1943 года  | 3 000 000  | Виктор Климашин                     |
| (ЦФА [АО «Марка»] № 876) (Mi #888)  |             | Серия «25-летие ВЛКСМ»: - Боец Красной Армии, зелёная.                                                                    | 1,00 руб.  | 17 ноября 1943 года   | 1 000 000  | Николай Жуков                       |
| (ЦФА [АО «Марка»] № 878) (Mi #890)  |             | Серия «Тегеранская конференция»: - Флаги СССР, США и Великобритании, красная, синяя, серо-коричневая.                     | 0,30 руб.  | 25 ноября 1943 года   | 1 000 000  | Георгий Ечеистов                    |
| (ЦФА [АО «Марка»] № 879) (Mi #891)  |             | Серия «Тегеранская конференция»: - Флаги СССР, США и Великобритании, синяя, красная, чёрно-синяя.                         | 3,00 руб.  | 25 ноября 1943 года   | 500 000    | Георгий Ечеистов                    |

## Шестой выпуск стандартных марок (1939—1956)
15 марта 1943 года продолжена эмиссия стандартных марок шестого выпуска (1939—1956): в обращение поступила марка номиналом 60 копеек с изображением Государственного герба СССР.
Порядок следования элементов в таблице соответствует номеру по каталогу марок СССР (ЦФА), в скобках приведены номера по каталогу «Михель».
| № по каталогу                      | Изображение | Описание и источники              | Номинал   | Дата выпуска       | Тираж    | Художник                                       |
| ---------------------------------- | ----------- | --------------------------------- | --------- | ------------------ | -------- | ---------------------------------------------- |
| (ЦФА [АО «Марка»] № 696) (Mi #855) |             | Герб СССР, красновато-коричневая. | 0,60 руб. | 15 марта 1943 года | массовый | В. Сидельников и коллектив художников Гознака. |

## Комментарии
1. ↑  Коммеморативные марки — обобщённое название специальных художественных (памятных, юбилейных и других) почтовых марок. Для упрощения терминологии в случаях, когда требуется лишь подчеркнуть, что данная марка не является общеупотребляемой (то есть стандартной), под термином «коммеморативная марка» подразумевают, кроме перечисленных выше, также тематические (рисунки которых, посвящены определённой теме коллекционирования) марки. Также все упомянутые марки, объединённые термином «коммеморативная», имеют общую черту: как правило, такие марки изготовляются на высоком полиграфическом уровне[5].
2. ↑  Ниже приведён перечень памятных художественных марок (с возможностью сортировки по номиналу, тиражу и дате введения в обращение).
3. 1 2 3 4 5 6 7 8 9  Продолжение, начало (первые 7 марок серии) см. 30 ноября 1942 года. Продолжение серии 1 апреля
1945 года.
4. ↑  Серия «Великая Отечественная война 1941—1945»: нападение партизан, (17.I.43) — сине-зелёная. Глубокая печать, перфорирована: линейная зубцовка 12½ (на каждые 2 сантиметра края марки приходится 12½ зубцов). В марочных листах по 100 (10×10) марок[8][9][10].
5. ↑  Серия «Великая Отечественная война 1941—1945»: минометчики, (3.V.43) — жёлто-коричневая. Глубокая печать, перфорирована: линейная зубцовка 12½ (на каждые 2 сантиметра края марки приходится 12½ зубцов). В марочных листах по 100 (10×10) марок[8][9][12].
6. ↑  Серия «Великая Отечественная война 1941—1945»: Разведчики, (28.III.43) — тёмно-зелёная. Глубокая печать, перфорирована: линейная зубцовка 12½ (на каждые 2 сантиметра края марки приходится 12½ зубцов). В марочных листах по 100 (10×10) марок[8][9][12].
7. ↑  Серия «Великая Отечественная война 1941—1945»: санитары, (28.III.43) — сине-зелёная. Глубокая печать, перфорирована: линейная зубцовка 12½ (на каждые 2 сантиметра края марки приходится 12½ зубцов). В марочных листах по 100 (10×10) марок[8][9][12].
8. ↑  Серия «Великая Отечественная война 1941—1945»: снаряды фронту, (17.I.43) — красно-коричневая. Фототипия, перфорирована: линейная зубцовка 12½ (на каждые 2 сантиметра края марки приходится 12½ зубцов). В марочных листах по 100 (10×10) марок[8][9][10].
9. ↑  Серия «Великая Отечественная война 1941—1945»: колхозницы, (27.I.43) — лиловая. Текст: «Сельское хозяйство — фронту». Типографская печать, перфорирована: линейная зубцовка 12½ (на каждые 2 сантиметра края марки приходится 12½ зубцов). В марочных листах по 50 (10×5) марок[8][9][10].
10. ↑  Серия «Великая Отечественная война 1941—1945»: обмундирование для воинов, (20.II.43) — красная. Текст: «Всё для фронта! Всё для победы!». Типографская печать, перфорирована: линейная зубцовка 12½ (на каждые 2 сантиметра края марки приходится 12½ зубцов). В марочных листах по 50 (10×5) марок[8][9][10].
11. ↑  Серия «Великая Отечественная война 1941—1945»: снайпер, (3.V.43) — ультрамариновая. Глубокая печать, перфорирована: линейная зубцовка 12½ (на каждые 2 сантиметра края марки приходится 12½ зубцов). В марочных листах по 100 (10×10) марок[8][9][12].
12. ↑  Серия «Великая Отечественная война 1941—1945»: подвиг героев-панфиловцев, (3.V.43) — сине-зелёная. Глубокая печать, перфорирована: линейная зубцовка 12½ (на каждые 2 сантиметра края марки приходится 12½ зубцов). В марочных листах по 100 (10×10) марок[8][9][12].
13. ↑  Серия «25-летие Великой Октябрьской революции»: снаряды фронту, тёмно-коричневая. Фототипия. Перфорирована: линейная зубцовка 12½ (на каждые 2 сантиметра края марки приходится 12½ зубцов). В марочных листах 100 (10×10) марок. Известны разновидности марки  (ЦФА [АО «Марка»] № 846) на бумаге двух типов: тип I — сероватая бумага, клей от светло-серого до жёлтого и тип II — тонкая бумага с чётко просвечивающим рисунком с клеевой стороны, клей от светло-серого до жёлтого, также известны марки с незначительными колебаниями размера рисунка. Суммарный тираж всех разновидностей марки  (ЦФА [АО «Марка»] № 846) — 1 000 000 экземпляров[1][13][14].
14. ↑  Серия «25-летие Великой Октябрьской революции»: обозы с хлебом, тёмно-коричневая. Фототипия. Перфорирована: линейная зубцовка 12½ (на каждые 2 сантиметра края марки приходится 12½ зубцов). В марочных листах 100 (10×10) марок. Известны разновидности марки  (ЦФА [АО «Марка»] № 847) на бумаге двух типов: тип I — сероватая бумага, клей от светло-серого до жёлтого и тип II — тонкая бумага с чётко просвечивающим рисунком с клеевой стороны, клей от светло-серого до жёлтого, также известны марки с незначительными колебаниями размера рисунка. Суммарный тираж всех разновидностей марки  (ЦФА [АО «Марка»] № 847) — 3 000 000 экземпляров[1][13][14].
15. ↑  Серия «25-летие Великой Октябрьской революции»: Красная гвардия, чёрно-синяя. Фототипия. Перфорирована: линейная зубцовка 12½ (на каждые 2 сантиметра края марки приходится 12½ зубцов). В марочных листах 100 (10×10) марок. Известны разновидности марки  (ЦФА [АО «Марка»] № 848) на бумаге двух типов: тип I — сероватая бумага, клей от светло-серого до жёлтого и тип II — тонкая бумага с чётко просвечивающим рисунком с клеевой стороны, клей от светло-серого до жёлтого, также известны марки с незначительными колебаниями размера рисунка. Суммарный тираж всех разновидностей марки  (ЦФА [АО «Марка»] № 848) — 3 000 000 экземпляров[1][13][14].
16. ↑  Серия «25-летие Великой Октябрьской революции»: штурм Зимнего дворца, чёрно-синяя. Фототипия. Перфорирована: линейная зубцовка 12½ (на каждые 2 сантиметра края марки приходится 12½ зубцов). В марочных листах 100 (10×10) марок. Известны разновидности марки  (ЦФА [АО «Марка»] № 849) на бумаге двух типов: тип I — сероватая бумага, клей от светло-серого до жёлтого и тип II — тонкая бумага с чётко просвечивающим рисунком с клеевой стороны, клей от светло-серого до жёлтого, также известны марки с незначительными колебаниями размера рисунка. Суммарный тираж всех разновидностей марки  (ЦФА [АО «Марка»] № 849) — 3 000 000 экземпляров[1][13][14].
17. ↑  Серия «25-летие Великой Октябрьской революции»: портреты В. И. Ленина и И. В. Сталина на фоне Московского Кремля, чёрно-коричневая. Фототипия. Перфорирована: линейная зубцовка 12½ (на каждые 2 сантиметра края марки приходится 12½ зубцов). В марочных листах 100 (10×10) марок. Известны разновидности марки  (ЦФА [АО «Марка»] № 850) на бумаге двух типов: тип I — сероватая бумага, клей от светло-серого до жёлтого и тип II — тонкая бумага с чётко просвечивающим рисунком с клеевой стороны, клей от светло-серого до жёлтого, также известны марки с незначительными колебаниями размера рисунка. Суммарный тираж всех разновидностей марки  (ЦФА [АО «Марка»] № 850) — 6 000 000 экземпляров[1][13][14].
18. ↑  Серия «25-летие Великой Октябрьской революции»: танковая колонна, чёрно-коричневая. Фототипия. Перфорирована: линейная зубцовка 12½ (на каждые 2 сантиметра края марки приходится 12½ зубцов). В марочных листах 100 (10×10) марок. Известны разновидности марки  (ЦФА [АО «Марка»] № 851) на бумаге двух типов: тип I — сероватая бумага, клей от светло-серого до жёлтого и тип II — тонкая бумага с чётко просвечивающим рисунком с клеевой стороны, клей от светло-серого до жёлтого, также известны марки с незначительными колебаниями размера рисунка. Суммарный тираж всех разновидностей марки  (ЦФА [АО «Марка»] № 851) — 2 000 000 экземпляров[1][13][14].
19. ↑  Серия «25-летие Великой Октябрьской революции»: В. И. Ленин на трибуне, красно-коричневая. Фототипия. Перфорирована: линейная зубцовка 12½ (на каждые 2 сантиметра края марки приходится 12½ зубцов). В марочных листах 100 (10×10) марок. Известны разновидности марки  (ЦФА [АО «Марка»] № 852) на бумаге двух типов: тип I — сероватая бумага, клей от светло-серого до жёлтого и тип II — тонкая бумага с чётко просвечивающим рисунком с клеевой стороны, клей от светло-серого до жёлтого, также известны марки с незначительными колебаниями размера рисунка. Суммарный тираж всех разновидностей марки  (ЦФА [АО «Марка»] № 852) — 1 000 000 экземпляров[1][13][14].
20. ↑  Серия «25-летие Великой Октябрьской революции»: Орден Отечественной войны, чёрная. Фототипия. Перфорирована: линейная зубцовка 12½ (на каждые 2 сантиметра края марки приходится 12½ зубцов). В марочных листах 100 (10×10) марок. Известны разновидности марки  (ЦФА [АО «Марка»] № 853) на бумаге двух типов: тип I — сероватая бумага, клей от светло-серого до жёлтого и тип II — тонкая бумага с чётко просвечивающим рисунком с клеевой стороны, клей от светло-серого до жёлтого, также известны марки с незначительными колебаниями размера рисунка. Суммарный тираж всех разновидностей марки  (ЦФА [АО «Марка»] № 853) — 1 000 000 экземпляров[1][13][14].
21. ↑  Серия «200-летие со дня смерти мореплавателя Витуса Беринга (1681—1741)»: корабль В. Беринга «Св. Пётр», синяя, растр ГР (горизонтальные ромбы). Глубокая печать перфорирована: линейная зубцовка 12½ (на каждые 2 сантиметра края марки приходится 12½ зубцов). Разновидность  (ЦФА [АО «Марка»] № 854Р) — растр ВР (вертикальные ромбы). В марочных листах 100 (10×10) марок[1][15][16].
22. ↑  Суммарный тираж марок  (ЦФА [АО «Марка»] № 854)  (Mi #856) и  (ЦФА [АО «Марка»] № 854Р)  (Mi #856)[1][15][16].
23. ↑  Серия «200-летие со дня смерти мореплавателя Витуса Беринга (1681—1741)»: карта Берингова пролива, серо-зелёная, растр ГР (горизонтальные ромбы). Глубокая печать перфорирована: линейная зубцовка 12½ (на каждые 2 сантиметра края марки приходится 12½ зубцов). В марочных листах 100 (10×10) марок[1][15][16].
24. ↑  Серия «200-летие со дня смерти мореплавателя Витуса Беринга (1681—1741)»: корабль В. Беринга «Св. Пётр», жёлто-зелёная, растр ГР (горизонтальные ромбы). Глубокая печать перфорирована: линейная зубцовка 12½ (на каждые 2 сантиметра края марки приходится 12½ зубцов). Разновидность  (ЦФА [АО «Марка»] № 856Р) — растр ВР (вертикальные ромбы). В марочных листах 100 (10×10) марок[1][15][16].
25. ↑  Суммарный тираж марок  (ЦФА [АО «Марка»] № 856)  (Mi #858) и  (ЦФА [АО «Марка»] № 856Р)  (Mi #858)[1][15][16].
26. ↑  Серия «200-летие со дня смерти мореплавателя Витуса Беринга (1681—1741)»: карта Берингова пролива, светло-коричневая, растр ГР (горизонтальные ромбы). Глубокая печать перфорирована: линейная зубцовка 12½ (на каждые 2 сантиметра края марки приходится 12½ зубцов). Разновидность  (ЦФА [АО «Марка»] № 857Р) — растр ВР (вертикальные ромбы). В марочных листах 100 (10×10) марок[1][15][16].
27. ↑  Суммарный тираж марок  (ЦФА [АО «Марка»] № 857)  (Mi #859) и  (ЦФА [АО «Марка»] № 857Р)  (Mi #859)[1][15][16].
28. ↑  Серия «75-летие со дня рождения Максима Горького (28.03.1868—28.03.1943)»: М. Горький: «Буревестник», зелёная. Глубокая печать, перфорирована: линейная зубцовка 12½ (на каждые 2 сантиметра края марки приходится 12½ зубцов). В марочных листах 100 (10×10) марок[1][15][17].
29. ↑  Серия «75-летие со дня рождения Максима Горького (28.03.1868—28.03.1943)»: М. Горький: «Буревестник», чёрно-синяя на серой бумаге  (Mi #871a). Фототипия, перфорирована: линейная зубцовка 12½ (на каждые 2 сантиметра края марки приходится 12½ зубцов). Разновидность  (ЦФА [АО «Марка»] № 859а)  (Mi #871b) — на белой бумаге. В марочных листах 100 (10×10) марок[1][15][17].
30. ↑  Суммарный тираж марок  (ЦФА [АО «Марка»] № 859)  (Mi #871a) и  (ЦФА [АО «Марка»] № 859а)  (Mi #871b)[1][15][17].
31. ↑  Серия «Ордена СССР (на орденской ленте)»: Орден Отечественной войны, сине-стальная. Металлография на плотной бумаге. Перфорирована: линейная зубцовка 12½ (на каждые 2 сантиметра края марки приходится 12½ зубцов). В марочных листах 50 (10×5) марок. Также  (ЦФА [АО «Марка»] № 902) (1944) без орденской ленты[1][15][17].
32. ↑  Серия «Ордена СССР (на орденской ленте)»: Орден Суворова, серо-оливковая. Металлография на плотной бумаге. Перфорирована: линейная зубцовка 12½ (на каждые 2 сантиметра края марки приходится 12½ зубцов). В марочных листах 50 (10×5) марок[1][15][17].
33. ↑  Серия «125-летие со дня рождения Карла Маркса»: портрет К. Маркса, чёрно-синяя, клей жёлтый. Фототипия, перфорирована: линейная зубцовка 12½ (на каждые 2 сантиметра края марки приходится 12½ зубцов). Разновидность  (ЦФА [АО «Марка»] № 862а) на жёлтой бумаге. В марочных листах 100 (10×10) марок[1][15][18].
34. ↑  Суммарный тираж марок  (ЦФА [АО «Марка»] № 862) и  (ЦФА [АО «Марка»] № 862а)[1][15][18].
35. ↑  Серия «125-летие со дня рождения Карла Маркса»: портрет К. Маркса, размер рисунка 19,8×32,4 мм, серо-зелёная, клей жёлтый. Фототипия, перфорирована: линейная зубцовка 12½ (на каждые 2 сантиметра края марки приходится 12½ зубцов). Разновидности:  (ЦФА [АО «Марка»] № 863а) на жёлтой бумаге и  (ЦФА [АО «Марка»] № 863-I) — размер рисунка 20,2×33,0 мм. В марочных листах 100 (10×10) марок[1][15][18].
36. ↑  Суммарный тираж марок  (ЦФА [АО «Марка»] № 863),  (ЦФА [АО «Марка»] № 863-I) и  (ЦФА [АО «Марка»] № 863а)[1][15][18].
37. ↑  Маршальская Звезда, сине-зелёная. Глубокая печать, перфорирована: линейная зубцовка 12½ (на каждые 2 сантиметра края марки приходится 12½ зубцов). Смотри также  (ЦФА [АО «Марка»] № 794) (1941). В марочных листах 50 (10×5) марок[1][19][18].
38. ↑  Серия «25-летие Красной Армии и Военно-Морского флота»: Морская пехота, светло-коричневая. Глубокая печать, перфорирована: линейная зубцовка 12½ (на каждые 2 сантиметра края марки приходится 12½ зубцов). В марочных листах 100 (10×10) марок[1][19][20].
39. ↑  Серия «25-летие Красной Армии и Военно-Морского флота»: краснофлотец-зенитчик, чёрно-зелёная. Глубокая печать, перфорирована: линейная зубцовка 12½ (на каждые 2 сантиметра края марки приходится 12½ зубцов). В марочных листах 100 (10×10) марок[1][19][20].
40. ↑  Серия «25-летие Красной Армии и Военно-Морского флота»: танковый десант, жёлто-зелёная  (Mi #879a). Глубокая печать, перфорирована: линейная зубцовка 12½ (на каждые 2 сантиметра края марки приходится 12½ зубцов). Разновидность  (ЦФА [АО «Марка»] № 867а)  (Mi #879b) — ярко-зелёная. В марочных листах 100 (10×10) марок[1][19][20].
41. ↑  Суммарный тираж марок  (ЦФА [АО «Марка»] № 867)  (Mi #879a) и  (ЦФА [АО «Марка»] № 867а)  (Mi #879b)[1][19][20].
42. ↑  Серия «25-летие Красной Армии и Военно-Морского флота»: Морская пехота, ультрамариновая  (Mi #879a). Глубокая печать, перфорирована: линейная зубцовка 12½ (на каждые 2 сантиметра края марки приходится 12½ зубцов). Разновидность  (ЦФА [АО «Марка»] № 867а)  (Mi #879b) — фон бледно-ультрамариновый. В марочных листах 100 (10×10) марок[1][19][20].
43. ↑  Суммарный тираж марок  (ЦФА [АО «Марка»] № 868) и  (ЦФА [АО «Марка»] № 868а)[1][19][20].
44. ↑  Серия «50-летие со дня рождения В. В. Маяковского (1893—1943)»: портрет В. В. Маяковского, красно-оранжевая. Глубокая печать на желтоватой бумаге, перфорирована: линейная зубцовка 12½ (на каждые 2 сантиметра края марки приходится 12½ зубцов). Разновидности: I тип  (ЦФА [АО «Марка»] № 869)  (Mi #881x) — на простой бумаге, клей сероватый, II тип  (ЦФА [АО «Марка»] № 869В)  (Mi #881y) — на плотной бумаге, клей жёлто-коричневый. В марочных листах 100 (10×10) марок[1][19][20].
45. ↑  Суммарный тираж разновидностей марки  (ЦФА [АО «Марка»] № 869)  (Mi #881x) и  (Mi #881y)[1][19][20].
46. ↑  Серия «50-летие со дня рождения В. В. Маяковского (1893—1943)»: портрет В. В. Маяковского, тёмно-синяя. Глубокая печать на желтоватой бумаге, перфорирована: линейная зубцовка 12½ (на каждые 2 сантиметра края марки приходится 12½ зубцов). Разновидности: I тип  (ЦФА [АО «Марка»] № 870)  (Mi #882x) — на простой бумаге, клей сероватый, II тип  (ЦФА [АО «Марка»] № 870В)  (Mi #882y) — на плотной бумаге, клей жёлто-коричневый. В марочных листах 100 (10×10) марок[1][19][20].
47. ↑  Суммарный тираж разновидностей марки  (ЦФА [АО «Марка»] № 870)  (Mi #882x) и  (ЦФА [АО «Марка»] № 870В)  (Mi #882y)[1][19][20].
48. ↑  Серия «125-летие со дня рождения И. С. Тургенева (1818—1883)»: портрет И. С. Тургенева, серо-зелёная. Глубокая печать, перфорирована: линейная зубцовка 12½ (на каждые 2 сантиметра края марки приходится 12½ зубцов). В марочных листах 100 (10×10) марок[1][19][21].
49. ↑  Серия «125-летие со дня рождения И. С. Тургенева (1818—1883)»: портрет И. С. Тургенева, серо-лиловая. Внимание: краска линяет в воде! Глубокая печать, перфорирована: линейная зубцовка 12½ (на каждые 2 сантиметра края марки приходится 12½ зубцов). В марочных листах 100 (10×10) марок[1][19][21].
50. 1 2 3  Продолжение серии 15 апреля
1944 года.
51. ↑  Серия «25-летие ВЛКСМ»: зенитчик, голубая. Глубокая печать, растр ВР (вертикальные ромбы). Перфорирована: линейная зубцовка 12½ (на каждые 2 сантиметра края марки приходится 12½ зубцов). В марочных листах 100 (10×10) марок[1][19][21].
52. 1 2  Суммарный тираж разновидностей марки  (ЦФА [АО «Марка»] № 873)  (Mi #885-I) и  (ЦФА [АО «Марка»] № 873Р)  (Mi #885-II)[1][19][20].
53. ↑  Серия «25-летие ВЛКСМ»: зенитчик, ультрамариновая. Глубокая печать, растр ГР (горизонтальные ромбы), размер рисунка 21,5×32,0 мм  (Mi #885-I). Перфорирована: линейная зубцовка 12½ (на каждые 2 сантиметра края марки приходится 12½ зубцов). Разновидность  (ЦФА [АО «Марка»] № 873-IР)  (Mi #885-II) — растр ГР (горизонтальные ромбы), размер рисунка 22,0×32,5 мм. В марочных листах 100 (10×10) марок[1][19][21].
54. ↑  Серия «25-летие ВЛКСМ»: боец Красной Армии, зелёная. Глубокая печать, растр ВР (вертикальные ромбы). Перфорирована: линейная зубцовка 12½ (на каждые 2 сантиметра края марки приходится 12½ зубцов). Разновидность  (ЦФА [АО «Марка»] № 876-Р)  (Mi #888-I) — растр ГР (горизонтальные ромбы). В марочных листах 100 (10×10) марок[1][19][21].
55. ↑  Суммарный тираж разновидностей марки  (ЦФА [АО «Марка»] № 876)  (Mi #888) и  (ЦФА [АО «Марка»] № 876Р)  (Mi #888-I)[1][19][21].
56. ↑  Серия «Тегеранская конференция»: флаги СССР, США и Великобритании, красная, синяя, серо-коричневая. Фототипия, перфорирована: линейная зубцовка 12½ (на каждые 2 сантиметра края марки приходится 12½ зубцов). В марочных листах 100 (10×10) марок[1][22][23].
57. ↑  Серия «Тегеранская конференция»: флаги СССР, США и Великобритании, размер рисунка 32,7×22,0 мм, синяя, красная, чёрно-синяя. Фототипия, перфорирована: линейная зубцовка 12½ (на каждые 2 сантиметра края марки приходится 12½ зубцов). Разновидность  (ЦФА [АО «Марка»] № 879-I) — размер рисунка 31,7×21,5 мм. В марочных листах 100 (10×10) марок[1][22][23].
58. ↑  Суммарный тираж разновидностей марки  (ЦФА [АО «Марка»] № 879)  (Mi #891x) и  (ЦФА [АО «Марка»] № 879-I)  (Mi #891y)[1][22][23].
59. ↑  Ниже приведён перечень стандартных марок (с возможностью сортировки по номиналу, тиражу и дате введения в обращение).
60. ↑  Герб СССР, красновато-коричневая. Печать типографская на простой бумаге без водяного знака, перфорирована: комбинированная гребенчатая зубцовка 12:12½ (на каждые 2 сантиметра края марки приходится 12:12½ зубцов). Разновидность  (ЦФА [АО «Марка»] № 696А)  (Mi #855) на плотной бумаге. В марочных листах по 100 (10×10) марок[26][27][29].